# Ernist Batyrkanow
Ernist Batyrkanow (ros. Эрнист Батырканов; ur. 21 lutego 1998) – kirgiski piłkarz grający na pozycji napastnika. Od 2017 jest zawodnikiem klubu Dordoj Biszkek.

## Kariera piłkarska
Swoją karierę piłkarską Batyrkanow rozpoczął w klubie Ala-Too Naryn w którym w 2016 roku zadebiutował w pierwszej lidze kirgiskiej. W 2017 przeszedł do Dordoju Biszkek. W sezonie 2018 wywalczył z nim mistrzostwo Kirgistanu. Zdobył też dwa Puchary Kirgistanu w latach 2017 i 2018.

## Kariera reprezentacyjna
W reprezentacji Kirgistanu Batyrkanow zadebiutował 6 września 2018 w zremisowanym 1:1 towarzyskim meczu z Palestyną. W 2019 roku powołano go do kadry na Puchar Azji.